# Castello di Jovençan
Il castello di Jovençan (fr., château de Jovençan), castello dei tiranni (fr., château des tyrans) o torre dei tiranni (fr., tour des tyrans) è un castello medievale oggi letteralmente raso al suolo che sorgeva su di un promontorio a picco sulla Dora Baltea, nel territorio del comune di Jovençan, in Valle d'Aosta. Oggi restano visibili solo le sue fondamenta, ossia il basamento dell'antica torre cilindrica o mastio, cumuli di pietre sparse e tracce delle robuste mura di cinta, che dimostrano l'ampiezza del sito. I ruderi del castello vengono spesso confusi con i resti ben più visibili della Torre dei Salassi che sorge poco più in basso sullo stesso promontorio, a fianco all'antica cappella di servizio del Castello, oggi detta cappella di Saint-Georges-en-Châtelair.

## Storia
Per l'esiguità delle rovine e - come avviene in analoghi casi di castelli valdostani considerati "minori" - per la mancanza di studi approfonditi, la datazione della costruzione del castello varia a seconda delle fonti: per lo storico Giacosa
()
Secondo altre fonti, il castello di Jovençan era un castello costruito probabilmente intorno al XIII secolo nel territorio di Jovençan (all'epoca sotto la giurisdizione di Aymavilles) per volere della famiglia Jovensano, proprietaria anche di una casaforte a Pompiod, e il cui cognome deriverebbe dall'antico nome del primo proprietario Juventius del Fundus Juventianus. A sua volta, l'architetto Carlo Nigra non azzarda una data di fondazione ma afferma che il castello esisteva già nel 1430.
A proposito della distruzione del castello, la maggior parte delle fonti sostiene che avvenne nel XIV secolo; sulla dinamica dei fatti esistono due versioni, probabilmente integrabili tra loro: per il Nigra, il castello venne distrutto dalla popolazione stanca delle angherie dei proprietari tiranni del fondo, da cui gli venne il nome. La maggior parte delle fonti invece sostiene che il castello, come altre architetture militari della Valle d'Aosta, fu distrutto a scopo punitivo dai Conti di Savoia: a partire dal 1191 il casato savoiardo mise in atto una campagna di accentramento del potere, obbligando all'obbedienza i vari signori locali con atti di sottomissione o acquisto coatto, spogliandoli delle loro signorie e delle loro giurisdizioni, spesso infeudandovi a nuove condizioni o i signori stessi o la famiglia in rapida ascesa degli Challant; alcune famiglie, come i Curia Majori di Aymavilles, si piegarono al nuovo corso, mentre altre, troppo abituate a tiranneggiare sul proprio territorio o semplicemente a disporne a piacimento, non si piegarono e vennero per questo sterminate. I Jovensano furono tra queste: vennero privati dei diritti su Charvensod e videro il castello raso al suolo nel 1354, mentre la casaforte di Pompiod venne seriamente danneggiata:
| «Elle a fini peu de tems apprès, puisqu'elle se fit nouvellement maltraitter par le comte Amé dit le Vert, qui leur osta non seulement leur jurisdiction et leur biens, censes, rentes et devoirs féodaux [...] ce mesme prince [...] fit encore demolir et raser leur château» () | «[La dinastia dei Jovensano] finì poco tempo dopo, giacché si fece nuovamente maltrattare da Amedeo VI di Savoia detto il Conte Verde, che si impadronì non solo della loro giurisdizione e dei loro beni, censi, rendite e diritti feudali [...], il medesimo principe [...] fece ancora demolire e radere al suolo il loro castello.» |

Finito il dominio dei Jovensano sul castello di Jovençan, ad appropriarsi a poco a poco delle parrocchie e dei territori della signoria di Aymavilles - di cui faceva parte anche il castello - fu Amedeo VI di Savoia, il quale il 24 febbraio 1357 infeudò Aimone di Challant della giurisdizione di Aymavilles per 1 700 fiorini. Aimone divenne quindi feudatario, mentre molti dei precedenti signori divennero suoi vassalli. Delle sei parrocchie della vendita (Chevrot, Gressan, La Madelaine, Jovençan, Saint-Martin e Saint-Léger) quella di Jovençan viene definita "mediocre" dal de Tillier. I discendenti di Aimone, gli Challant del ramo Aymavilles, che ereditarono i diritti di primogenitura con la contea di Challant, trasformarono in baronia i territori in loro possesso nel 1532.
Nel 1784 un regio editto pose fine ai censi feudali e di conseguenza il signore del mandamento di Aymavilles, il barone Philippe-Maurice di Challant, dovette procedere con la liquidazione dei suoi diritti feudali in cambio di una somma una tantum: il castello di Jovençan restò in mano alla famiglia degli Challant-Aymavilles fino al 1789, quando il 28 gennaio i comuni di Gressan, Jovençan e Aymavilles si riscattarono per una cifra di 71 500 lire, da pagarsi in vent'anni.
Dopo secoli di degrado, l'amministrazione comunale sta procedendo con i comuni di Gressan e Aymavilles e in collaborazione con l'Assessorato Istruzione e Cultura della Regione, alla progettazione di un percorso storico-culturale che valorizzi i luoghi d'interesse di questi comuni della Plaine valdostana, tra i quali rientrerebbe anche l'area del castello.

## Architettura
Oggi si conservano solo qualche resto del mastio centrale e tracce delle spesse mura di cinta. Nel XVII secolo, a seguito della terribile peste del 1630, venne fatta costruire nei pressi del castello la cappella di Saint-Georges.
| «[...] Leur château et maison forte [...] etoit située sur une élévation de terrain faisant face du costé du septentrion sur la rivière de Doere où il y avoit une tor ronde, de laquelle il en reste encore un lambeau. Le reste de leur batiment estoit plus bas au pied de cette élévation, au levant de l'endroit où est à présent la chapelle de Saint-Georges et où etoit anciennement leur chapelle, et parmi des vignobles, avec une grosse tour quarrée sur une autre élévation de terrain faisant face sur le midy, qui a été laissée en son entier, quoique decouverte. Il paroit par les vestiges qui restent de ces batiments qu'ils ont été rasés et abbatus jusques à fleur de terre. Les murailles en sont d'une prodigieuse epaisseur et bien solides. Les debris de cette abbattement sont epars ça et là dans les vignes des environs, dont les uns sont couverts de trellies et les autres servent à faire les separations des pieces de divers particuliers à qui elles appartiennent à présent.» () |  | «Il loro castello - casaforte era situato su di un'elevazione del terreno di fronte alla riva settentrionale del fiume Dora su cui si trovava una torre rotonda, della quale resta ancora un pezzo. Il resto della loro costruzione è più in basso, ai piedi di questa elevazione, a levante del luogo in cui è presente la cappella di San Giorgio e in cui si trovava anticamente la loro cappella, tra i vigneti, [e presenta] una grossa torre quadrata su di un'altra elevazione di terreno verso meridione, che è stata lasciata integra seppure scoperchiata. Sembra dalle vestigia che restano di questi edifici che siano stati rasi al suolo e abbattuti fino a raso terra. Le mura sono di un prodigioso spessore e molto solide. I detriti di questo abbattimento sono sparsi qua e là tra le vigne dei dintorni: alcuni sono coperti di tralci mentre altri fungono da confine tra gli appezzamenti di vari privati a cui appartengono oggigiorno.» |

Probabilmente, le fondamenta e i resti degli edifici del promontorio di Chatellair risalgono a epoche diverse: la torre scoperchiata a levante della cappella, la cosiddetta Torre dei Salassi o Tour Ville de Cordèle, sarebbe successiva al castello.